# トリー・ハンター
トリー・ケダー・ハンター（Torii Kedar Hunter, 1975年7月18日 - ）は、アメリカ合衆国アーカンソー州パインブラフ出身の元プロ野球選手（外野手）。右投右打。愛称はスパイダーマン（Spider-Man）。

## 経歴

### アマチュア時代
電気技師の父親と小学校教師の母親の間に生まれ、8歳の時にティーボールを始める。高校時代から桁違いの身体能力の高さで、野球以外にもアメリカンフットボール、バスケットボール、陸上競技でそれぞれ大活躍を見せた。アメリカンフットボールではオフェンスで強肩のクォーターバックとして、ディフェンスでハードヒットが売りのフリーセイフティとしてプレーした。
1992年には野球のジュニアオリンピックアメリカ合衆国代表に選ばれたが、家庭が経済的に厳しい状況であったため参加者負担金の500ドルを捻出できず、後のアメリカ大統領で当時アーカンソー州知事であったビル・クリントンに手紙を書いて窮状を訴えたところ、すぐにポケットマネーから500ドルの小切手を送金してくれたため参加することができた。「まさか後に大統領になるなんて、あの時は夢にも思わなかった。返事が来たのはとても早かったから、今でも凄く感謝しているんだ」と述懐している。

### ツインズ時代

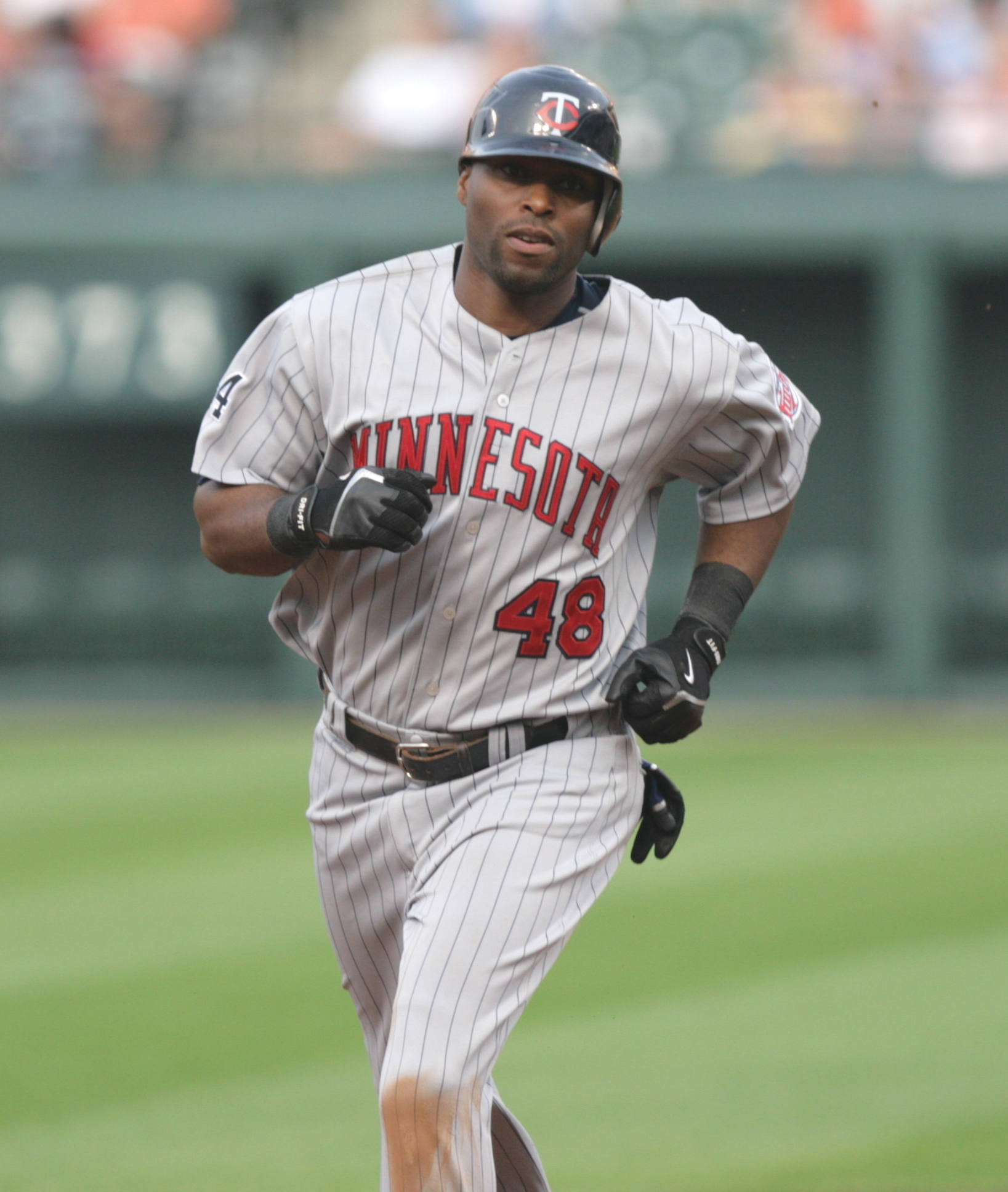
ツインズ時代

地元に程近いアトランタ・ブレーブスからの指名を希望していたが、1993年のMLBドラフトでミネソタ・ツインズから1巡目（全体20位）に指名を受け、7月12日に契約。ドラフト前にはペパーダイン大学から奨学金付きのリクルーティングも受けていた。同年はルーキー級ガルフ・コーストリーグ・ツインズで28試合に出場したが、スライダーとチェンジアップを全く打てず、打率.190に終わった。
1994年はスプリングトレーニングに招待選手として参加し、カービー・パケットとデーブ・ウィンフィールドに挟まれたロッカーが用意されるなど期待の大きさが窺えた。同年はA級フォートウェインに昇格し、打率.293・10本塁打・50打点を記録。
1995年はA+級フォートマイヤーズ・ミラクルで打率.246・7本塁打・36打点・7盗塁だった。
1996年はAA級ハードウェアシティ・ロックキャッツで開幕を迎えたが、5月に膝を手術し、一時A+級に戻った。2階級合計で打率.260・7本塁打・34打点・8盗塁だった。
1997年もAA級ニューブリテンで開幕を迎えたが、ツインズで控えの外野手が足りなくなったという事情でメジャーに昇格。8月22日のボルチモア・オリオールズ戦で、9回にテリー・スタインバックの代走としてメジャーデビュー。結局この1試合の出場のみで再びAA級に降格した。1998年は開幕を3年続けてAA級で迎えるが4月29日にメジャーに昇格し、5月1日のオリオールズ戦でアーサー・ローズからメジャー初安打を放った。6試合に出場したのみで5月12日に再び降格した後は再昇格できなかったが、8月にAAA級ソルトレイク・ビーズに昇格し、打率.337・4本塁打と好調を維持した。
1999年は初の開幕ロースター入りを果たして中堅のレギュラーとして起用され、4月15日のデトロイト・タイガース戦でブライアン・モーラーからメジャー初本塁打、4月26日のボストン・レッドソックス戦でティム・ウェイクフィールドから満塁本塁打を放った。後半はジャック・ジョーンズと併用されたため規定打席には届かなかったが、打率.255・9本塁打・10盗塁を記録、292守備機会で僅か1失策だった。2000年は開幕直後は好調だったものの徐々に調子を落とし、5月25日にAAA級に降格したが、打率.368・18本塁打・61打点・OPS1.130と格の違いを見せつけ、7月28日に再昇格。8月2日以降.355の高打率を記録し、8月12日から15日にかけて3試合連続本塁打を放った。
2001年は4月6日に故障者リスト入りしたが、4月21日に復帰。完全にレギュラーに定着し、打率.261・27本塁打（チームトップ）・92打点を記録。長く低迷を続けていたチームが9年ぶりに勝率5割を超える原動力となり、初のゴールドグラブ賞を受賞した。
2002年2月19日に球団と1年契約に合意。4月に打率.371・9本塁打・20打点・OPS1.085を記録してプレイヤー・オブ・ザ・マンスを初受賞するなど、前半戦で打率.306・20本塁打・61打点・14盗塁の好成績を挙げ、自身初のオールスターゲームに球団としては1995年のパケット以来7年ぶりにファン投票で選出された。試合前日に行われるホームランダービーにも参加したが、結果は3本で第1ラウンド敗退となった。試合では「7番・中堅手」で先発出場し無安打に終わったものの、1回裏にバリー・ボンズが右中間に放った本塁打性の打球をジャンプしてキャッチする美技を見せた。シーズン後半にやや調子を落としたものの打率.289・29本塁打・94打点・23盗塁を記録し、チームの11年ぶり、3地区制になってからは初の中地区優勝に貢献。オークランド・アスレチックスとのディビジョンシリーズでは打率.300と活躍を見せて3勝2敗でシリーズを突破するが、アナハイム・エンゼルスとのリーグチャンピオンシップシリーズでは打率.167と振るわず、チームも1勝4敗で敗退した。オフには2年連続のゴールドグラブ賞を受賞し、MVPの投票で6位に入った。11月には日米野球に参加し、第1戦と第3戦で本塁打を放った。また守備でも随所に好プレーを見せ、MVPに選出された。また松井秀喜とは家族を紹介し合うなど親しく打ち解けた。
2003年はシーズン開幕前の1月17日に4年総額3200万ドルで契約延長。チームの野手の中で最高年俸となったことで責任感を強く感じるようになり、それがプレッシャーになったという。その影響もあってか打率は.250に留まるが、球団の外野手として1996年のマーティ・コードバ以来のシーズン100打点となる102打点を記録し、チームは地区連覇。ニューヨーク・ヤンキースとのディビジョンシリーズでは、第2戦でアンディ・ペティットから本塁打を放つなど打率.429と活躍するが、チームは1勝3敗で敗退した。オフに3年連続でゴールドグラブ賞を受賞。シーズン終了後に打撃を見直すため、打撃コーチ以外にパケット、ポール・モリター、ボビー・ボニーヤらにアドバイスを求めている。
2004年は開幕直後の4月9日にハムストリングの故障で故障者リスト入りし、4月25日に復帰。5月15日のシカゴ・ホワイトソックス戦で4打数4安打、2本塁打を放ち、通算100本塁打を達成した。6月2日のタンパベイ・デビルレイズ戦でダイビングキャッチを試みた際に左手首を、8月19日のヤンキース戦ではフェンスに激突して首を、9月17日のオリオールズ戦では守備の際に左膝を負傷するなど、故障で欠場する期間が多かったが、138試合に出場して打率.271・23本塁打・81打点・21盗塁を記録し、チームは地区3連覇。前年に続きヤンキースとの対戦となったディビジョンシリーズでは、第3戦で松井の放った打球をグラブからこぼして本塁打にしてしまうなど、第2戦から3連敗を喫して敗退。11月2日に4年連続となるゴールドグラブ賞を受賞。
2005年は7月30日に左足首の故障で故障者リスト入りし、そのままシーズンを終えた。故障の影響で98試合の出場に留まって打率.269・14本塁打・56打点・23盗塁とやや不本意な成績に終わり、チームも地区3位で連覇が途切れた。11月1日に5年連続のゴールドグラブ賞を受賞。
2006年は7月16日に足の怪我で15日間の故障者リスト入り。この間にトレードが噂されたが、チームにポストシーズン進出の可能性が出てきたため残留。7月31日に復帰後は約2か月で17本塁打を放つなど、147試合の出場で打率.278・キャリアハイの31本塁打・98打点・12盗塁を記録した。チームは最大12.5ゲーム差を付けられていたタイガースに終盤で追いつき、最終戦で2年ぶりの地区優勝を決めた。アスレチックスとのディビジョンシリーズでは第3戦で本塁打を放ったが、チームは3連敗で敗退した。10月10日に球団が1200万ドルのオプションを行使。11月2日に6年連続でゴールドグラブ賞を受賞した。
2007年は前半戦86試合の出場で、打率.301・19本塁打・69打点・11盗塁と好成績を残し、4年ぶり2度目のオールスターゲームに選出された。自己最多の160試合に出場し、打率.287・28本塁打・キャリアハイの107打点・18盗塁を記録。10月29日にフリーエージェントとなり、11月6日には7年連続となるゴールドグラブ賞を受賞。

### エンゼルス時代
2007年11月22日にエンゼルスと5年総額9000万ドルで契約した。

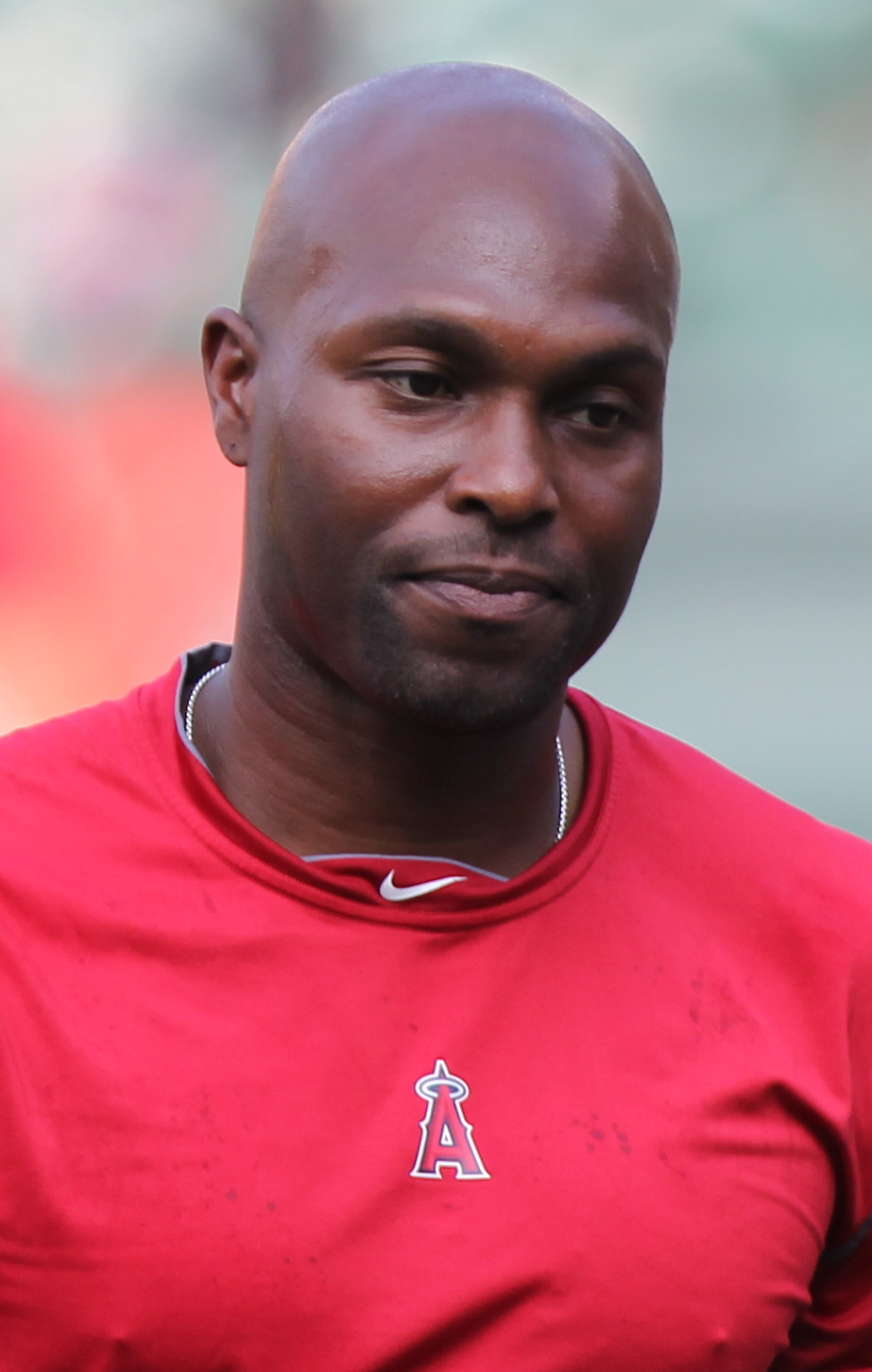
エンゼルス時代

2008年は新天地でも正中堅手として開幕から起用された。9月8日のヤンキース戦で乱闘騒ぎを起こし、9月10日にMLB機構から2試合の出場停止処分を受けた。この年は146試合に出場し、打率.278・21本塁打・78打点・19盗塁だった。オフの11月6日に8年連続でゴールドグラブ賞を受賞した。
2009年も開幕から中堅手として77試合に出場し、打率.305・17本塁打・65打点・13盗塁と好成績を残したため、2年ぶりにオールスターゲームに選出されたが、7月7日のロサンゼルス・ドジャース戦でフェンスに激突し、7月10日に15日間の故障者リスト入りした。そのためオールスターゲーム出場も辞退した。8月16日に復帰。この年は119試合に出場し、打率.299・22本塁打・90打点・18盗塁だった。また、ボビー・アブレイユの打撃に刺激を受けて選球眼が向上した結果四球が増え、出塁率はキャリアハイの.366を記録。オフの11月10日に9年連続となるゴールドグラブ賞、11月12日には初のシルバースラッガー賞を受賞した。
2010年は前半戦86試合で打率.298・15本塁打・62打点・7盗塁と結果を残し、2年連続でオールスターゲームに選出された。8月からはルーキーのピーター・ボージャスに中堅のポジションを譲り、右翼へコンバートされた。8月6日のデトロイト・タイガース戦で三振の判定に対して球審に激しく抗議し、退場処分後も球審に暴言を吐いたり、ベンチからグラウンドにボールを投げるなど悪態をつき、8月7日にMLB機構が4試合の出場停止処分を発表した。この年は152試合に出場し、打率.281・23本塁打・90打点・9盗塁だった。前年まで9年連続でゴールドグラブ賞を受賞していたが、この年のDRSはリーグ24位となり、前年リーグ1位のUZR値を記録したフランクリン・グティエレスがこの年シーズン無失策を記録したこともあって受賞を逃した。
2011年は156試合に出場し、打率.262・23本塁打・82打点・5盗塁だった。
2012年は5月に息子のダライアス・マクリントン=ハンターが性的暴行容疑で逮捕されたため、「家庭の事情」として5月14日に制限リスト入りし、5月29日に復帰した。この年は140試合に出場し、打率.313（キャリアハイ）・16本塁打・92打点・9盗塁だった。BABIPはキャリア平均（.307）に比べて著しく高い.389を記録。右翼の守備指標はリーグトップクラスだった。オフの10月29日にFAとなった。

### タイガース時代

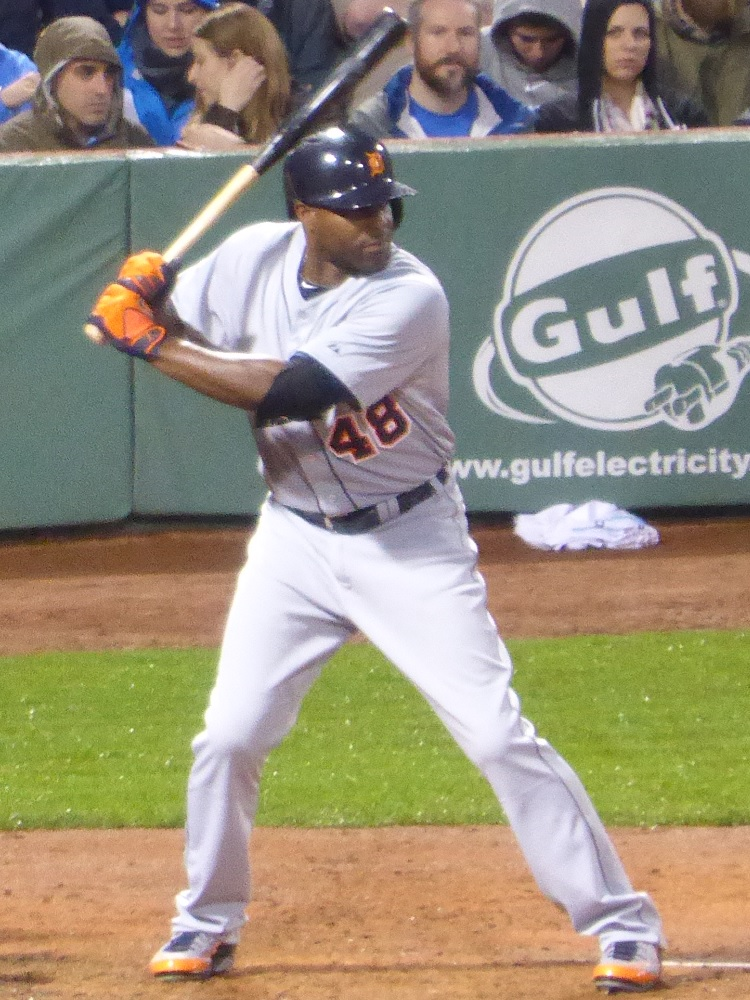
タイガース時代

2012年11月16日にタイガースと総額2600万ドルの2年契約を結んだ。
2013年は新天地でも前年同様右翼手として起用された。前半戦84試合で打率.315・7本塁打・44打点・2盗塁と活躍。3年ぶり5度目となるオールスターゲームに選出された。この年は144試合に出場し、打率.304・17本塁打・84打点・3盗塁だった。オフの11月7日には4年ぶり2度目となるシルバースラッガー賞を受賞した。
2014年は142試合に出場し、打率.286・17本塁打・83打点・4盗塁だった。オフの10月30日にFAとなった。本人は再契約を望んでいたが、11月14日にデーブ・ドンブロウスキーGMが「トリーと契約するとは思わない」と話した。

### ツインズ復帰
2014年12月2日に古巣のツインズと1050万ドルの1年契約を結んだ。
2015年は、6月10日のカンザスシティ・ロイヤルズ戦でストライクの判定に激昂し退場処分。その際ジャージなどをグラウンドに投げ捨て、後日2試合の出場停止処分を受けた。9月13日のホワイトソックス戦でクリス・セールから本塁打を放ち、通算350本塁打を達成。139試合に出場し、打率.240・22本塁打・81打点・2盗塁という結果を残した。20本塁打以上は4年ぶり、80打点以上は7年連続の記録である。またホームゲームでの勝利後にクラブハウスでダンスパーティーを開催するなど、チームの盛り上げ役としても一役買った。オフの10月26日に現役引退を表明した。

## 選手としての特徴

### 打撃
スイングが大きいため打席から一塁までのスピードは4.4秒と平均を下回るが、バットスピードが速く、腕を伸ばしてボールを捉えることを好み、中堅方向の打球が良く伸びる。

### 守備
2001年から2009年まで9年連続でゴールドグラブ賞を受賞している。2002年のオールスターゲームで、バリー・ボンズが放った本塁打性の打球をジャンプしてもぎ取ったプレーが注目を浴びて以来、同様のプレーが代名詞となり、そこから「ホームラン・ハンター」の愛称がつけられている。2001年から10年連続でゴールドグラブ賞を受賞しているイチローとは、互いに意識し合っていた。
2006年以降はUZRがマイナスに転じるなど、ゴールドグラブ賞の受賞に疑問を呈する声も上がっていた。2010年には右翼手にコンバートされ、連続受賞も途切れた。生涯UZRはマイナスである。

## 人物
ファンを大切にし、面倒見がよく、チームメイトからも人気がある。ユーモアのセンスがあり、コメントを嫌がらないのでメディアの受けもいい。また社会貢献にも熱心で、恵まれない家庭の奨学金の付与や、球場の建設・前立腺がん患者への支援も行っている。
アフリカ系アメリカ人の野球人口が減少していることに危機感を覚えており（1975年には27%に達していたが、2006年にはわずか8%まで低下したと6月2日付けのアメリカ有力紙、USA Todayは"Where are black ballplayers?"という記事で特集を組んでいる。2009年時点では10.2%）、"Torii Hunter Project"と称する黒人野球選手振興プログラムを行っている。同プログラムでは他のアフリカ系のプレーヤーに呼びかけて寄付金を募り、それをMLB機構が行う振興プログラムとは全く別に4都市のリトルリーグチームをサポートするというものである。このプログラムには元チームメイトのシャノン・スチュワート、通算500本塁打を記録しているゲイリー・シェフィールド、元シアトル・マリナーズのカール・エバレット、元シカゴ・カブスのデレク・リー、メジャーリーグ歴代5位となる630本塁打の記録を保持しているケン・グリフィー・ジュニアなどが賛同している。2007年にはこの功績が認められ、地域社会に貢献したプレーヤーに与えられるマービン・ミラー賞に選出された。2009年にはブランチ・リッキー賞も受賞している。
2001年オフにツインズとモントリオール・エクスポズを解散・消滅させる意向を示したMLBコミッショナーのバド・セリグが、翌年8月にツインズの快進撃について問われた際の「一過性の突然変異」という言動に対し、「結果を出すしかあの男を黙らせる方法は無い」「絶対にツインズを消滅させたりはしない」と発言した。
次男のトリー・ジュニア（ノートルダム大学の中堅手）が2016年のMLBドラフトでエンゼルスから23巡目に指名を受け、入団した。

## 詳細情報

### 年度別打撃成績
| 年 度     | 球 団     | 試 合 | 打 席 | 打 数 | 得 点 | 安 打 | 二 塁 打 | 三 塁 打 | 本 塁 打 | 塁 打 | 打 点 | 盗 塁 | 盗 塁 死 | 犠 打 | 犠 飛 | 四 球 | 敬 遠 | 死 球 | 三 振 | 併 殺 打 | 打 率 | 出 塁 率 | 長 打 率 | O P S |
| --------- | --------- | ----- | ----- | ----- | ----- | ----- | -------- | -------- | -------- | ----- | ----- | ----- | -------- | ----- | ----- | ----- | ----- | ----- | ----- | -------- | ----- | -------- | -------- | ----- |
| 1997      | MIN       | 1     | 0     | 0     | 0     | 0     | 0        | 0        | 0        | 0     | 0     | 0     | 0        | 0     | 0     | 0     | 0     | 0     | 0     | 0        | ----  | ----     | ----     | ----  |
| 1998      | MIN       | 6     | 19    | 17    | 0     | 4     | 1        | 0        | 0        | 5     | 2     | 0     | 1        | 0     | 0     | 2     | 0     | 0     | 6     | 1        | .235  | .316     | .294     | .610  |
| 1999      | MIN       | 135   | 422   | 384   | 52    | 98    | 17       | 2        | 9        | 146   | 35    | 10    | 6        | 1     | 5     | 26    | 1     | 6     | 72    | 9        | .255  | .309     | .380     | .689  |
| 2000      | MIN       | 99    | 358   | 336   | 44    | 94    | 14       | 7        | 5        | 137   | 44    | 4     | 3        | 0     | 2     | 18    | 2     | 2     | 68    | 13       | .280  | .318     | .408     | .726  |
| 2001      | MIN       | 148   | 603   | 564   | 82    | 147   | 32       | 5        | 27       | 270   | 92    | 9     | 6        | 1     | 1     | 29    | 0     | 8     | 125   | 12       | .261  | .306     | .479     | .784  |
| 2002      | MIN       | 148   | 604   | 561   | 89    | 162   | 37       | 4        | 29       | 294   | 94    | 23    | 8        | 0     | 3     | 35    | 3     | 5     | 118   | 17       | .289  | .334     | .524     | .859  |
| 2003      | MIN       | 154   | 642   | 581   | 83    | 145   | 31       | 4        | 26       | 262   | 102   | 6     | 7        | 0     | 6     | 50    | 7     | 5     | 106   | 15       | .250  | .312     | .451     | .762  |
| 2004      | MIN       | 138   | 569   | 520   | 79    | 141   | 37       | 0        | 23       | 247   | 81    | 21    | 7        | 0     | 2     | 40    | 4     | 7     | 101   | 23       | .271  | .330     | .475     | .805  |
| 2005      | MIN       | 98    | 416   | 372   | 63    | 100   | 24       | 1        | 14       | 168   | 56    | 23    | 7        | 0     | 4     | 34    | 3     | 6     | 65    | 8        | .269  | .337     | .452     | .788  |
| 2006      | MIN       | 147   | 611   | 557   | 86    | 155   | 21       | 2        | 31       | 273   | 98    | 12    | 6        | 0     | 4     | 45    | 2     | 5     | 108   | 19       | .278  | .336     | .490     | .826  |
| 2007      | MIN       | 160   | 650   | 600   | 94    | 172   | 45       | 1        | 28       | 303   | 107   | 18    | 9        | 0     | 5     | 40    | 10    | 5     | 101   | 17       | .287  | .334     | .505     | .839  |
| 2008      | LAA       | 146   | 608   | 551   | 85    | 153   | 37       | 2        | 21       | 257   | 78    | 19    | 5        | 0     | 1     | 50    | 6     | 6     | 108   | 15       | .278  | .344     | .466     | .810  |
| 2009      | LAA       | 119   | 506   | 451   | 74    | 135   | 26       | 1        | 22       | 229   | 90    | 18    | 4        | 0     | 5     | 47    | 4     | 3     | 92    | 9        | .299  | .366     | .508     | .873  |
| 2010      | LAA       | 152   | 646   | 573   | 76    | 161   | 36       | 0        | 23       | 266   | 90    | 9     | 12       | 0     | 5     | 61    | 6     | 7     | 106   | 22       | .281  | .354     | .464     | .819  |
| 2011      | LAA       | 156   | 649   | 580   | 80    | 152   | 24       | 2        | 23       | 249   | 82    | 5     | 7        | 0     | 3     | 62    | 2     | 4     | 125   | 24       | .262  | .336     | .429     | .765  |
| 2012      | LAA       | 140   | 584   | 534   | 81    | 167   | 24       | 1        | 16       | 241   | 92    | 9     | 1        | 1     | 3     | 38    | 1     | 8     | 133   | 15       | .313  | .365     | .451     | .817  |
| 2013      | DET       | 144   | 652   | 606   | 90    | 184   | 37       | 5        | 17       | 282   | 84    | 3     | 2        | 3     | 10    | 26    | 0     | 7     | 113   | 11       | .304  | .334     | .465     | .800  |
| 2014      | DET       | 142   | 586   | 549   | 71    | 157   | 33       | 2        | 17       | 245   | 83    | 4     | 3        | 0     | 7     | 23    | 0     | 7     | 89    | 18       | .286  | .319     | .446     | .765  |
| 2015      | MIN       | 139   | 567   | 521   | 67    | 125   | 22       | 0        | 22       | 213   | 81    | 2     | 5        | 0     | 5     | 35    | 1     | 6     | 105   | 14       | .240  | .293     | .409     | .702  |
| MLB：19年 | MLB：19年 | 2372  | 9692  | 8857  | 1296  | 2452  | 498      | 39       | 353      | 4087  | 1391  | 195   | 99       | 6     | 71    | 661   | 52    | 97    | 1741  | 262      | .277  | .331     | .461     | .793  |

### 年度別守備成績
| 年 度 | 球 団 | 左翼（LF） | 左翼（LF） | 左翼（LF） | 左翼（LF） | 左翼（LF） | 左翼（LF） | 中堅（CF） | 中堅（CF） | 中堅（CF） | 中堅（CF） | 中堅（CF） | 中堅（CF） | 右翼（RF） | 右翼（RF） | 右翼（RF） | 右翼（RF） | 右翼（RF） | 右翼（RF） |
| 年 度 | 球 団 | 試 合      | 刺 殺      | 補 殺      | 失 策      | 併 殺      | 守 備 率   | 試 合      | 刺 殺      | 補 殺      | 失 策      | 併 殺      | 守 備 率   | 試 合      | 刺 殺      | 補 殺      | 失 策      | 併 殺      | 守 備 率   |
| ----- | ----- | ---------- | ---------- | ---------- | ---------- | ---------- | ---------- | ---------- | ---------- | ---------- | ---------- | ---------- | ---------- | ---------- | ---------- | ---------- | ---------- | ---------- | ---------- |
| 1998  | MIN   | -          | -          | -          | -          | -          | -          | 6          | 8          | 0          | 0          | 0          | 1.000      | -          | -          | -          | -          | -          | -          |
| 1999  | MIN   | 16         | 19         | 1          | 0          | 0          | 1.000      | 107        | 250        | 6          | 1          | 3          | .996       | 14         | 15         | 0          | 0          | 0          | 1.000      |
| 2000  | MIN   | 1          | 0          | 0          | 0          | 0          | ----       | 98         | 270        | 12         | 3          | 3          | .989       | -          | -          | -          | -          | -          | -          |
| 2001  | MIN   | -          | -          | -          | -          | -          | -          | 147        | 460        | 14         | 4          | 3          | .992       | -          | -          | -          | -          | -          | -          |
| 2002  | MIN   | -          | -          | -          | -          | -          | -          | 146        | 363        | 7          | 3          | 0          | .992       | -          | -          | -          | -          | -          | -          |
| 2003  | MIN   | -          | -          | -          | -          | -          | -          | 151        | 424        | 5          | 4          | 1          | .991       | -          | -          | -          | -          | -          | -          |
| 2004  | MIN   | -          | -          | -          | -          | -          | -          | 126        | 311        | 5          | 4          | 0          | .988       | -          | -          | -          | -          | -          | -          |
| 2005  | MIN   | -          | -          | -          | -          | -          | -          | 93         | 218        | 9          | 3          | 4          | .987       | -          | -          | -          | -          | -          | -          |
| 2006  | MIN   | -          | -          | -          | -          | -          | -          | 143        | 343        | 8          | 4          | 4          | .989       | -          | -          | -          | -          | -          | -          |
| 2007  | MIN   | -          | -          | -          | -          | -          | -          | 155        | 387        | 5          | 2          | 0          | .995       | -          | -          | -          | -          | -          | -          |
| 2008  | LAA   | -          | -          | -          | -          | -          | -          | 137        | 350        | 4          | 0          | 0          | 1.000      | -          | -          | -          | -          | -          | -          |
| 2009  | LAA   | -          | -          | -          | -          | -          | -          | 115        | 308        | 2          | 1          | 0          | .997       | -          | -          | -          | -          | -          | -          |
| 2010  | LAA   | -          | -          | -          | -          | -          | -          | 98         | 252        | 2          | 1          | 0          | .996       | 46         | 106        | 2          | 2          | 0          | .982       |
| 2011  | LAA   | -          | -          | -          | -          | -          | -          | 1          | 4          | 0          | 0          | 0          | 1.000      | 136        | 260        | 15         | 3          | 2          | .989       |
| 2012  | LAA   | -          | -          | -          | -          | -          | -          | -          | -          | -          | -          | -          | -          | 134        | 240        | 14         | 4          | 5          | .984       |
| 2013  | DET   | -          | -          | -          | -          | -          | -          | -          | -          | -          | -          | -          | -          | 143        | 223        | 9          | 3          | 3          | .987       |
| 2014  | DET   | -          | -          | -          | -          | -          | -          | -          | -          | -          | -          | -          | -          | 128        | 218        | 5          | 5          | 1          | .978       |
| 2015  | MIN   | -          | -          | -          | -          | -          | -          | -          | -          | -          | -          | -          | -          | 123        | 231        | 6          | 5          | 1          | .979       |
| MLB   | MLB   | 17         | 19         | 1          | 0          | 0          | 1.000      | 1523       | 3948       | 79         | 30         | 18         | .993       | 724        | 1293       | 51         | 22         | 12         | .984       |

- 各年度の太字はリーグ最高
- 各年度の太字年はゴールドグラブ賞受賞

### 表彰
- シルバースラッガー賞（外野手部門）：2回（2009年、2013年）
- ゴールドグラブ賞（外野手部門）：9回（2001年 - 2009年）
- プレイヤーズ・チョイス・アワーズ
  - マービン・ミラー・マン・オブ・ザ・イヤー：1回（2007年）
- プレイヤー・オブ・ザ・マンス：1回（2002年4月）
- ハート&ハッスル賞：1回（2011年）

### 記録
- MLBオールスターゲーム選出：5回（2002年、2007年、2009年、2010年、2013年）

### 背番号
- 48（1997年 - 2015年）